# Preonzo
Preonzo is een plaats en voormalige gemeente in het Zwitserse kanton Ticino, en maakt deel uit van het district Bellinzona.
Preonzo telt 584 inwoners.